# Sisyphi Montes
Sisyphi Montes és una estructura geològica del tipus mons a la superfície de Mart, situada amb el sistema de coordenades planetocèntriques a -68.31 ° de latitud N i 17.21 ° de longitud E. Fa 200 km de diàmetre. El nom va ser fet oficial per la UAI l'any 1985 i pren el nom d'una característica d'albedo.